# .holdings
.holdings est un domaine Internet de premier niveau générique non-restreint.
Ce domaine est destiné au secteur financier, en particulier aux conseillers financiers, aux courtiers, aux spéculateurs sur séance (day traders) et à tous ceux qui travaillent dans le domaine de l'investissement (holdings est le mot anglais pour titres détenus).
Bien que le domaine soit destiné au secteur financier, il est ouvert à tous sans restrictions.

## Historique
Le domaine .holdings a été créé en janvier 2014.

## Statistiques d'usage
En août 2024, environ 8 700 domaines utilisent l'extension .holdings.